# Alexander Thorsøe
Alexander Georg Thorsøe, född den 17 mars 1840 i Hejls i Sønderjylland, död den 10 november 1920 i Köpenhamn, var en dansk historiker och författare.
Thorsøe tog 1864 magisterkonferens och 1876 filosofie doktorsgrad på avhandlingen E.G. Geijers Forelæsninger over "Menniskans historia". Danmarks historia 1801–1863 behandlade han i Danmarks Hædersdage (1873), Den danske Stats Historie 1814–1848 (1877–1878) och Kong Frederik den syvendes Regering (2 band, 1884–1889). Dessutom författade han Vort Aarhundredes historie, 1815–1890 (1898), Den danske Rigsdag og Udenrigspolitiken 1866–1908 (1913) och Grundrids af den danske Rigsdags Historie fra 1866 til 1915 (1919). Från 1876 var han en lång följd av år medarbetare (på utrikesavdelningen) i Nationaltidende, och från 1897 författade han en serie historiska noveller med ämnen ur Danmarks historia under 1800-talet, där han, enligt Emil Elberling, "efter hand låtit det historiska innehållet trängas väl mycket tillbaka för den uppdiktade handlingen".